# Prawo ziemskie (filozofia)
Prawo ziemskie – ogół praw ustanowionych przez ludzi (czyli prawo stanowione) i obejmujących działaniem tylko życie doczesne.
Termin ten jest używany najczęściej w zestawieniu z prawem boskim (zwanym często prawem naturalnym), które obowiązuje każdego i zawsze. Konflikt między tymi dwoma prawami był często przyczyną sporów między władzą (np. królem, cesarzem) a kapłanami. Jest to też częsty temat dramatu starożytnego (np. Antygona).